# Ladonia

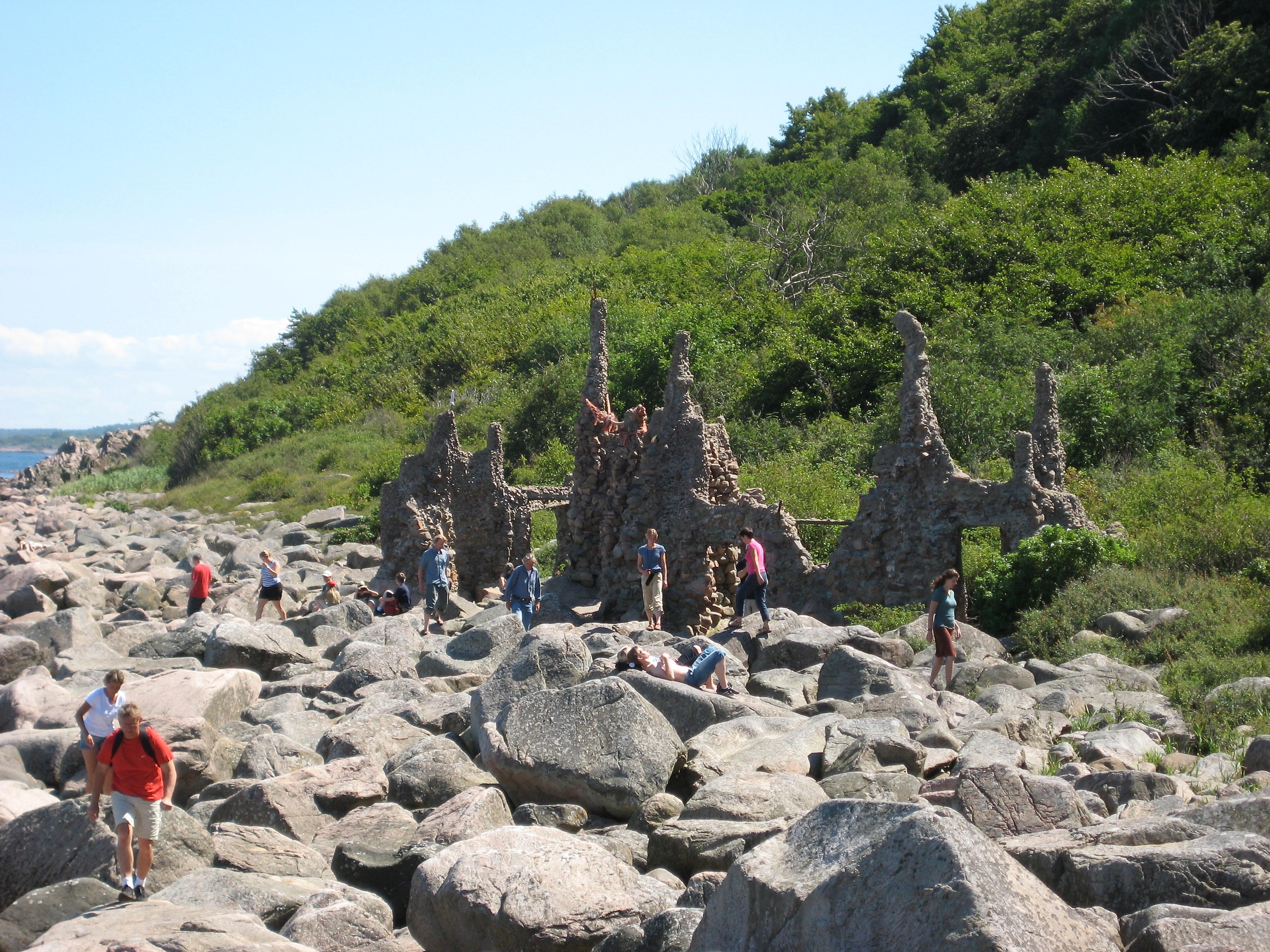
Arx.

Ladonia (en sueco: Ladonien) es una micronación autoproclamada y una República Real. Fue creada en 1996 por el artista Lars Vilks en protesta por los intentos del gobierno sueco de destruir sus esculturas Nimis y Arx, ubicadas en la Reserva Natural de Kullaberg, 
en el sur de Suecia. También Ladonia es miembro de la unión de micronaciones de todo el mundo.

## Historia
En 1980, Lars Vilks comenzó la construcción de las esculturas Nimis, una estructura hecha de 75 toneladas de trozos de madera, y Arx, hecha de piedra, en la reserva de naturaleza de Kullaberg, en el noroeste de la provincia de Skåne, Suecia. Las esculturas se hallan en un lugar de difícil acceso, de modo que no se descubrieron hasta dos años después. El consejo local declaró que las esculturas eran edificios, cuya construcción estaba prohibida en la reserva natural, y exigió su demolición.

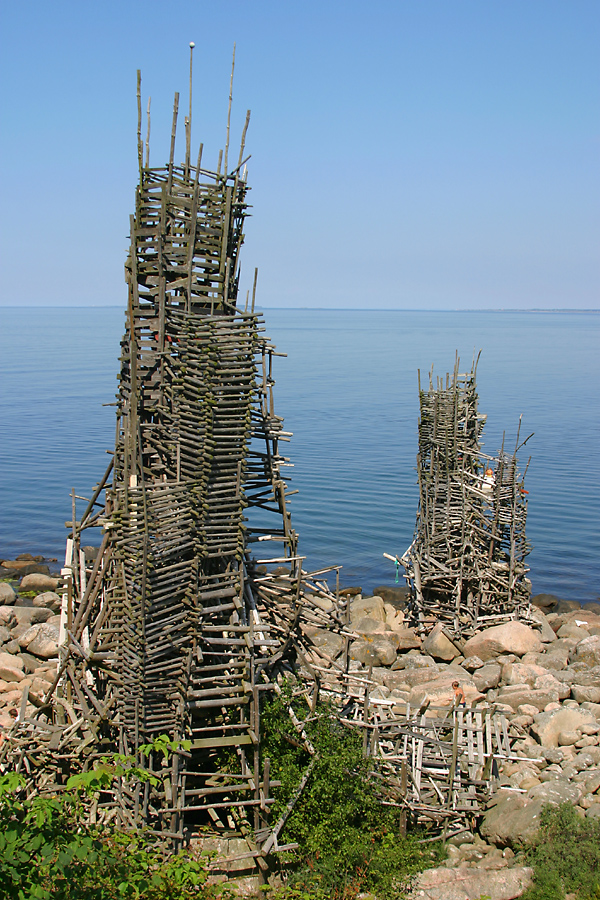
Nimis.

Vilks apeló la decisión del consejo en varias oportunidades, pero perdió. Finalmente el gobierno sueco resolvió el pleito en favor del consejo. Pero, entre tanto, Nimis había sido comprada en 1984 por Joseph Beuys y, tras la muerte de éste, por los artistas Christo y Jeanne-Claude. El 2 de junio de 1996 Vilks declaró el Microestado de Ladonia, como protesta  contra el consejo local.
En 1999 Lars Vilks creó Omphalos, una escultura de piedra y hormigón de 1,61 m de altura y una tonelada de peso, así llamada en honor de la escultura de igual nombre ubicada en el templo de Delfos, que marcaba el «centro del mundo». La Gyllenstiernska Krapperup Fundation, creada para promover el arte y la cultura, denunció a Vilks por la construcción de esta escultura, y en agosto de 1999 el tribunal de distrito ordenó que se retirara. La fundación había reclamado también la demolición de Nimis y Arx, pero el tribunal desestimó su demanda.

## Población

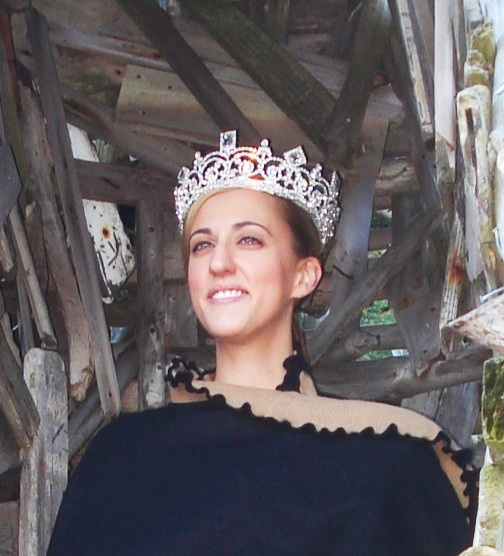
Reina Carolyn de Ladonia, después de su coronación, el 19 de septiembre de 2011.

Ladonia carecía de habitantes en el momento de su creación. En 2019, contaba con 22.150 ciudadanos procedentes de más de cincuenta países, aunque ninguno de ellos vive dentro de sus fronteras, si bien hubo uno en el pasado.

## Gobierno
El gobierno de Ladonia está dirigido conjuntamente por una reina y un presidente. El presidente y el vicepresidente son elegidos cada tres años, mientras que la reina, una vez coronada, gobierna hasta su muerte. Vilks se desempeña como secretario estatal y administra el diario en línea de Ladonia. Los ministros constituyen el cuerpo legislativo de Ladonia y debaten y votan propuestas a través de Internet.

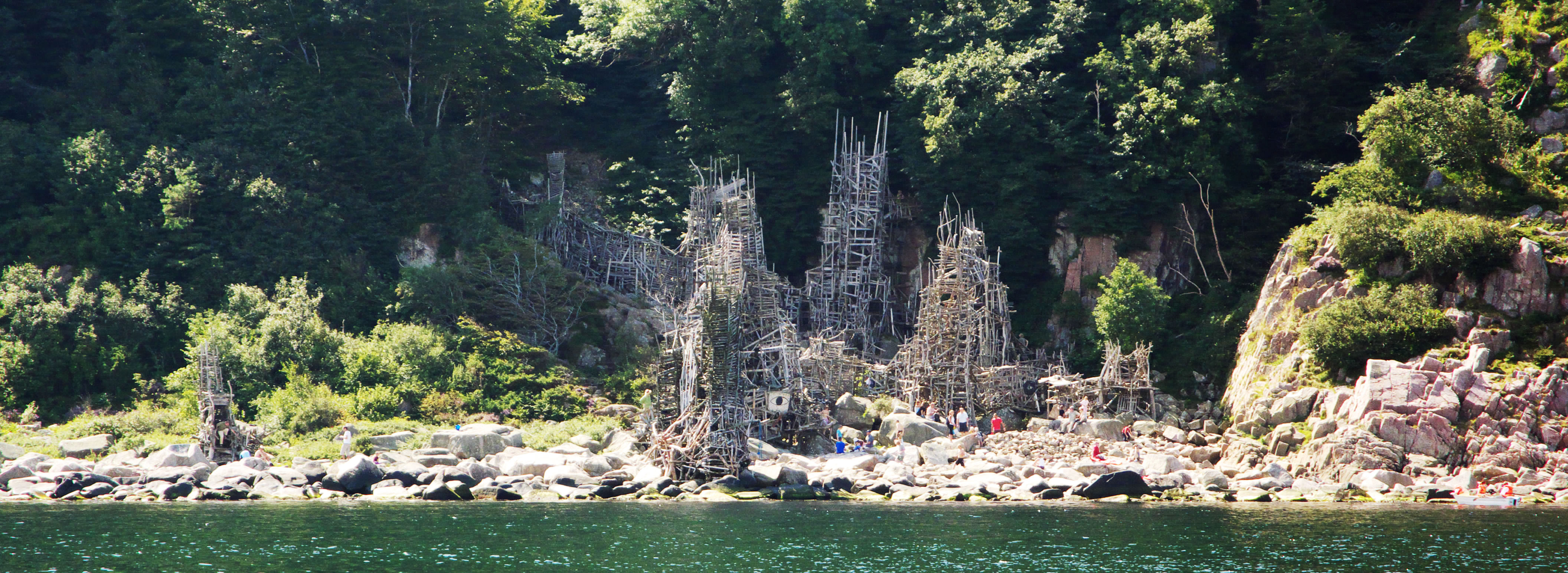
Nimis vista de la bahía.